# Championnat du monde féminin de curling 2007
Navigation
Édition précédente Édition suivante
Le Championnat du monde féminin de curling 2007, vingt-neuvième édition du championnat du monde féminin de curling, a eu lieu du 17 au 25 mars 2007 à Aomori, au Japon. Il est remporté par le Canada.